# Прапор Аризони
Прапор Аризони (англ. Flag of Arizona) — один з символ ів американського штату Аризона.
Прапор штату Аризона являє собою прямокутне полотнище, перетнуте на дві рівні частини. Верхня частина складається з 13 променів червоного і золотого кольору (кольору конкістадорів і прапора Іспанії), які символізують 13 первинних округів Аризони (нині 15 округів), так само символізуючи мальовничі заходи Аризони. Нижня частина прапора синього кольору символізує свободу. У центрі прапора поміщена зірка мідного кольору, яка символізує мідну гірничодобувну промисловість Аризони.
У 1910 році, полковник Чарльз В. Харріс, голова Аризонський національної гвардії, розробив прапор для аризонської команди стрільців, які виступали в національних змаганнях. До цього моменту, команда з Аризони була єдиною командою, яка не мала свого прапора.
Цей прапор був затверджений офіційним прапором штату Аризона 27 лютого 1917, третіми державними зборами штату. Законопроєкт був прийнятий без підпису губернатора Томаса Кампбелла. Сам губернатор офіційно не пояснив своїх причин бездіяльності в цьому питанні.
В опитуванні, проведеному в 2001 році Північноамериканською Вексилологічною Асоціацією, аризонський прапор був названий одним з «10 найкращих прапорів на континенті», зайнявши шосте місце з 72-х Північноамериканських прапорів.

## Побудова прапора

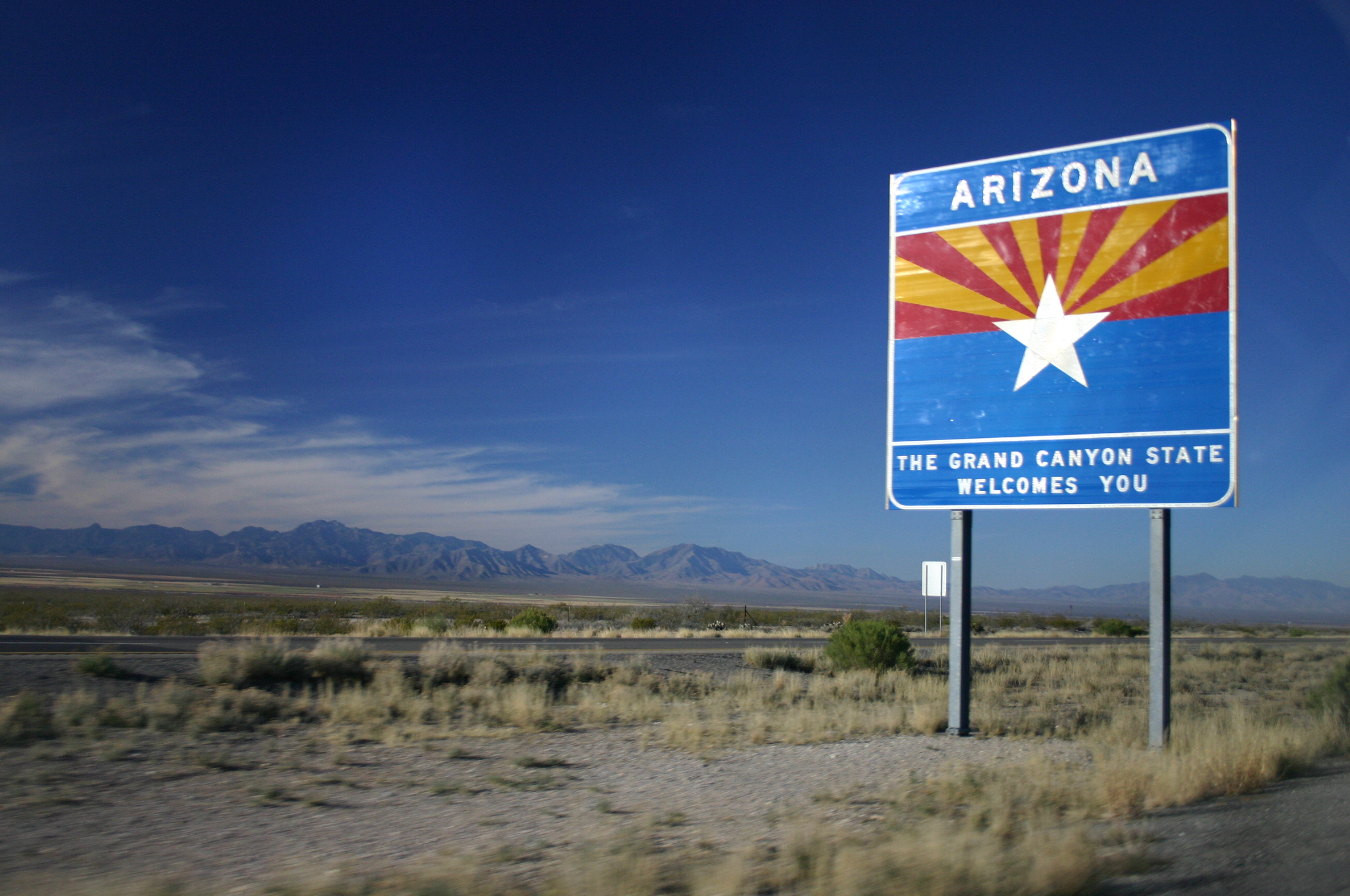
Аризона вітає вас!

Відношення висоти до довжини — 2:3. Промені сонця нагорі розділені на 13 рівних часток, що починаються з червоного променя, поперемінно чергуються з золотим промінням. У центрі прапора, мідна зірка заввишки в половину висоти прапора. Нижня частина прапора — синього кольору, в половину висоти від висоти прапора. Червоний і синій колір мають той же самий відтінок, який використовується на прапорі США. Визначення кольору міді і золота в законі не обмовляються. Запропонований розмір прапора — чотири на шість футів, зірка — два фути заввишки.